# Lettere dal Polo Nord
Lettere dal Polo Nord è un romanzo per ragazzi in forma epistolare scritto ed illustrato da Mervyn Peake.
Originariamente pubblicato nel 1948, il romanzo è uscito in Italia per la prima volta nel 2003, pubblicato da Arnoldo Mondadori Editore insieme al racconto illustrato Capitan Scannatutti.
Il libro è stato ottenuto con una tecnica mista: mentre i testi sono stati scritti a macchina su carta normale, le illustrazioni sono state tracciate a matita, o talvolta ad inchiostro, su carta da disegno opaca.

## Trama
Un intrepido esploratore inglese decide durante uno dei suoi viaggi di andare alla ricerca del fantomatico Leone bianco, mitico animale osservato solo in francobollo. Durante le sue peregrinazioni per il globo si imbatte nella cantartuga Jackson, che si unisce nella ricerca come fido assistente. Dopo anni passati in viaggio fra mille avventure è però al Polo Nord che l'esploratore riesce a trovare la sua preda. Smarrita la macchina fotografica durante una tempesta di neve, lo Zio Sperduto si limiterà ad ammirare per la prima ed ultima volta il felino prima che quest'ultimo muoia cristallizzandosi con un ultimo, possente, ruggito.

## Personaggi
- Zio Sperduto: nato e cresciuto in Inghilterra, decide di abbandonare la moglie e la famiglia di lei - entrambe mai sofferte - per dedicarsi ad un avventuroso vagabondaggio per terra e per mare. Essendo stato da sempre un appassionato di storia naturale, viaggia sempre munito di macchina fotografica, matita e carta da disegno con cui immortalare le prede dei suoi safari fotografici per condividerle con suo nipote. Dopo un incidente in kayak ha perso l'uso di una gamba, ora sostituita da un corno di narvalo.
- Jackson: reclutato su un'isola tropicale, Jackson è una "cantartuga" silenziosa e paurosa. Segue lo Zio Sperduto come amico e portatore. Sebbene la sua goffaggine sia spesso fonte di irritazione per l'avventuriero, egli alla fin fine gli è molto affezionato.

## Edizioni
- Mervyn Peake, Lettere dal Polo Nord, traduzione di Angela Ragusa, Mondadori, 2003,  p. 157, ISBN 978-88-04-51544-9.